# Hilmar Þorbjörnsson
Hilmar Þorbjörnsson (* 23. Oktober 1930 in Reykjavík; † 29. Januar 1999 ebenda) war ein isländischer Leichtathlet.

## Werdegang
Hilmar Þorbjörnsson war von Beruf Polizist und war zudem von 1963 bis 1964 für die Vereinten Nationen in New York City und 1969 bis 1971 in Israel tätig. Er war zweimal verheiratet und hatte neun Kinder.
Hilmar Þorbjörnsson war neben Vilhjálmur Einarsson einer von zwei isländischen Athleten bei den Olympischen Sommerspielen 1956. Im 100-Meter-Lauf schied er im Vorlauf aus. Bei seiner zweiten Olympiateilnahme in Rom 1960 schied er im 100-Meter-Lauf erneut im Vorlauf aus. 1957 stellte Hilmar Þorbjörnsson bei den isländischen Meisterschaften einen nationalen Rekord auf.